# 코백신 코로나19 백신
코백신 코로나19 백신(개발명:BBV152)은 인도 바라트 바이오테크가 개발한 코로나19 백신이다.

## 역사
2020년 5월 인도 의학 연구위원회와 국립 바이러스학 연구소는 토종 코로나19 백신의 개발을 위해 바이러스 균주를 제공했다.

### 임상시험
2020년 6월, 바라트 바이오테크는 인도 정부로부터 임상 1,2상 허가를 받았다.
2020년 12월 이 회사는 임상 1상 결과를 발표했다. 이 보고서는 란셋에 게시되었다.
2020년 11월, 이 백신에 대한 임상 3상이 시작되었다.
2021년 7월 이 백신의 예방률은 임상 3상에서 77.8%로 확인되었다.

#### 미성년자에 대한 임상시험
2021년 5월, 인도 당국은 2~18세에 대한 이 백신의 임상시험을 승인했다.

### 긴급사용승인
2020년 12월 바라트 바이오테크는 인도당국에 긴급사용승인을 신청했다.
2021년 1월 3일 인도 당국은 이 백신을 승인했다. 그러나 임상 3상이 끝나지 않은 상태로 승인해 논란이 되었다.
2021년 7월 3일 현재 20개국이 이 백신을 긴급사용승인했다. 주로 남아시아, 라틴아메리카, 아프리카 등에 위치한 후진국이다.
2021년 11월 4일, 세계보건기구는 이 백신을 긴급사용승인했다.

## 같이 보기
- 인도의 코로나19 예방접종